# Джаар (город)
Джаа́р — небольшой город и административный центр района Ханфар в мухафазе Абьян на юго-западе Йемена, один из крупнейших населенных пунктов этой мухафазы, расположен к северу от города Зинджибар.
Город известен своей керамикой и производством боеприпасов.
При взрыве на военном заводе 28 марта 2011 года в Джааре были убиты десятки людей.